# توميسلاف ترنر
توميسلاف ترنر (بالسلوفينية: Tomislav Ternar)‏ مواليد 16 سبتمبر 1990 في سلوفينيا، هو لاعب كرة مضرب سلوفيني يلعب باليد اليمنى. أعلى تصنيف له في الفردي كان المركز الـ 628 في سنة 2015. أعلى تصنيف له في الزوجي كان المركز الـ 541 في سنة 2012.

## الميداليات
| الميدالية | المسابقة                        |
| --------- | ------------------------------- |
| ذهبية     | ألعاب البحر الأبيض المتوسط 2013 |

## روابط خارجية
- توميسلاف ترنر على موقع رابطة محترفي التنس (الإنجليزية)
- توميسلاف ترنر على موقع الاتحاد الدولي لكرة المضرب (الإنجليزية)
- توميسلاف ترنر على موقع كأس ديفيز (الإنجليزية)
- توميسلاف ترنر على موقع خلاصة التنس.كوم (الإنجليزية)